# うる星やつら2 ビューティフル・ドリーマー
『うる星やつら2 ビューティフル・ドリーマー』（うるせいやつら2 ビューティフル・ドリーマー）は、1984年2月11日より東宝系で公開された、日本の長編アニメーション映画。高橋留美子原作のテレビアニメ『うる星やつら』（1981年版）の劇場版アニメシリーズ第2作である。同時上映作品は『すかんぴんウォーク』（監督 - 大森一樹、主演 - 吉川晃司）。

## 概要
『うる星やつら』劇場版アニメシリーズの2作目で、1981年版テレビアニメのチーフディレクターであった押井守が、前作『うる星やつら オンリー・ユー』に続き監督を務めた。本作品もオリジナルストーリーで制作された。興行収入は前作を下回ったが、1984年のビデオソフト売上では『スリラー』『レイダース/失われたアーク《聖櫃》』『風の谷のナウシカ』に次ぐ売上を記録し、当時の『キネマ旬報』において、読者選出ベスト・テンで第7位（邦画）に選ばれるなど評価は高かった。2019年に放送された『発表!全るーみっくアニメ大投票 高橋留美子だっちゃ』作品部門では第5位にランクインした。
本作品は押井守の名を世に広めるきっかけとなり、『GHOST IN THE SHELL / 攻殻機動隊』と合わせて押井の代表作として知られている。「夢」を題材とし、学園祭前日がループした後の「繰り返しからの脱出」を描いた本作品は、多くのファンやアニメクリエイターに衝撃を与え、日本アニメ史に残る伝説の作品となった。
本作は「アニメーション制作協力」として一番最初にクレジットされているスタジオディーンが実際の制作を行っており、同社にとっても制作スタジオとして一本立ちするきっかけとなった重要な立ち位置の作品になっている。

## あらすじ
廃墟と化した友引町と荒廃した友引高校。ラムたちは、池と化した運動場でウォーターバイクに興じ、サクラは日光浴をしている。そして諸星あたるは池のほとりで呆けていた。いったい友引高校に何が起きたというのか――。
学園祭を明日に控えた友引高校。生徒達は連日泊まり込みで準備を行なっており、校内は行き交う生徒でごった返していた。あたるやラム達の所属する2年4組も例外ではなくお祭り騒ぎの真っただ中。夜食の買い出しにあたると面堂終太郎が街へ出かけると、人どおりが絶え明かりも消えた街にチンドン屋と白い服を着た少女が歩いていくのに出くわす。夜が明け、2年4組の担任教師の温泉マークは生徒指導に疲れてノイローゼを罹い、保健医のサクラから薬をもらって自宅のアパートへ帰る。誤って強力下剤を渡したことに気づいたサクラが温泉マークの自宅アパートを訪ねると、温泉マークの部屋の中はカビやキノコが繁殖し、目も当てられない状態になっていた。温泉マークはサクラに、時間の感覚が狂っており、「学園祭の前日」が果てしなく繰り返されていることを指摘する。にわかに信じられない話であったが、次第にさくらも温泉マークの意見に共感し、温泉マークと共に解決の糸口を探し出そうとする。二人はまず、現状に何らかの変化を与えるために友引高校を一旦閉鎖し、準備にあたっていた生徒達を強制的に自宅へと追い返す行動に出た。
学校を追い出されたあたる、ラム、面堂、しのぶ、メガネらは雨の降る中、各々帰宅しようとするが、徒歩で帰宅したあたるとラム以外の全員が友引高校の前へと戻ってきてしまう。その頃、サクラは錯乱坊がいるはずの空地に向かうが、錯乱坊の姿は見当たらず、学校に残って連絡を待つはずの温泉マークも電話に出ないまま消息を絶つ。友引高校に戻るためにタクシーを拾ったサクラは、運転手から浦島太郎をモチーフにした奇妙な話を聞かされる。運転手からただならぬ妖気を感じたサクラは御幣を振るって危機を逃れた。結局、ラムとあたる以外は帰宅できず、仕方なく諸星家に一晩泊まることになったが、翌朝、結局登校して学園祭前日のドタバタを繰り返す。面堂は「原因は友引高校にあり」と結論付け、あたるらとともに夜の友引高校に乗り込むが、校内で不可思議な現象に襲われ、一時退却を余儀なくされた。一同は面堂が町内に隠していたハリアー戦闘機を使い、友引町からの脱出を試みる。遥か上空へ舞い上がった一同が見たのは、直径数キロの円卓状に切り取られた友引町が、巨大な亀の石像の背中に載せられて宇宙空間を進んでいるという驚くべき光景だった。さらに彼らが友引町の下の空間に回り込むと、そこでは前夜姿を消した錯乱坊と温泉マークが巨大な石像と化して、亀の背中の上に立って下から友引町を支えていたのである。唖然としながらも、ハリアーの燃料の不自然な減少もあり、結局逃げられないことを悟った一同は友引町に帰還し、あたるの自宅の庭に強行着陸する。
次の日から友引町は廃墟と化す。友引高校は一部校舎を残して水没し、あたるやラム、あたるの父母、テン、面堂、しのぶ、サクラ、ラム親衛隊の4名、藤波親子らを除く町の住人たちも全て姿を消した。しかし、なぜか諸星家にのみ電気、ガス、水道と新聞などのメディアが供給され続け、いくら取っても商品がいつの間にか補給されて絶対に尽きないコンビニエンスストアが近くに建っていた。今や友引町は、彼らの都合の良い様に衣食住が保障された、奇怪なパラダイスと化していた。ラムやあたる達は、半ば開き直って、この世界での生活を満喫する様になる。
一方、面堂とサクラはこの世界の正体を突き止めようと探索を続け、ある結論に達する。二人はそれを証明するために夜の校舎にあたるを呼び寄せ、自分達の結論を話し、すべての出来事の原因はラムであり、この世界を作り出したのは、あたる自身だと語る。一介の高校生である自分にそんなことが出来るわけがないと反論するあたるだったが、本物のあたるはとっくにその場におり、見事にサクラ達の策にハマった偽物のあたるを結界の中に閉じ込めることに成功する。そして姿を現したのが、人の心に住み悪夢を見せると言われる妖怪・夢邪鬼であった。この奇怪なパラダイスは、ラムの「今の生活をずっと続けていたい」という願いに応えて夢邪鬼が創り出した夢だったのだ。夢邪鬼は、これまでに多くの人に夢を見せてきたが、人間の欲望により、いつも道半ばで失敗し、悪夢になってしまう。夢作りをあきらめかけていたその時、偶然水族館でラムと出会い、ラムの一点の穢れもない夢を聞く。夢邪鬼は、その夢の完成を最後の大仕事に決めたのだった。
この世界の正体を見破った面堂とサクラだが、気を緩めた隙に夢邪鬼によって封じ込められ、ラムの夢から退場させられてしまう。しかし、残っていたあたるは、サクラに持たされていた、護身用のお祓い棒で夢邪鬼を脅し、夢邪鬼にハーレムの夢を作らせるも、あたるはそこにラムがいないことに文句をつける。あたるの身勝手さに激怒した夢邪鬼は、悪夢を食う伝説の動物・獏を呼ぶためのラッパをうっかり放り出してしまう。その用途を理解したあたるがラッパを吹き鳴らすと、テンが変なオッサン（夢邪鬼のことである）からもらったという風変わりなブタ、すなわち獏の封印が解けて空に飛び立ち、巨大化する。そして獏は巨大な口で夢を吸い込み、呑み込み始めた。ラムの夢の世界の崩壊が始まったのである。
一生懸命作った夢を壊されてしまった夢邪鬼は、あたるに次々と悪夢を見せ、最後には「夢だから何度でもやり直しが利く」「自分の作り出す現実と何の違いもない楽しい夢の世界で思い通りに暮らす方が良い」とあたるを誘惑する。そこへ白い服の少女が現れ、あたるに元の世界に帰りたいかと尋ねる。少女が言うには、元の世界に帰るには、目覚めたら1番に会いたい大切な人の名前を叫べばこの夢から覚めることができるらしい。あたるはその言葉を信じ、少女に現実世界に戻る旨を伝えた。するとそれを聞いた少女は、帽子のつばを上げ、その素顔を見せ、こう言った。
「責任とってね」
あたるが見たその素顔は少女の姿をしたラムだった。
あたるは、学園祭の準備で泊まり込んでいた友引高校で目を覚ます。隣りに寝ていたラムも目覚め、終太郎やメガネ達と、ずっと一緒に楽しく過ごす夢を見ていたと語る。あたるは「それは夢だ。夢なんだよ」とラムに囁き、接吻しようとするが、目を覚ました一同に見とがめられ、またいつものドタバタが始まる。夢邪鬼はそんなあたるたちの様子に呆れながら、獏とともに去ってゆく。時計の針が動き、1日の始まりを告げる友引高校の時計塔の鐘が鳴った。

## 本作を特徴づける演出
日本のアニメは過酷なスケジュール等の影響でアフレコの段階ではまだ映像が完成していないということが多く、そういった場合は絵コンテや原画などを撮影したラッシュフィルムを使用して音声を収録している（線撮り）。しかし、本作ではアフレコ時にフィルムがほぼ完成しており、『メガネ』役の千葉繁曰く「友引前史」序説の朗読など、いつにも増して演技にも力が入ったという。これは押井の「完璧な作画を犠牲にしてでも、音響や声優に良い仕事をして欲しい」という気持ちと、音響や声優の力が作品をより良くするという信念からであった。
夢邪鬼やサクラといった登場人物に託された長いセリフが強調された演出となっている。
原作のテーマであるラブコメディは、本作ではラムの想いに託されている。
本作での友引町の舞台は、当時の押井の住んでいた（押井は井荻駅近辺に住んでいた）、また本作を制作するために借り上げられた一軒家のある西武新宿線沿線をモデルとしている。作中には西武旧101系電車を思わせる風体の電車が登場しており、メガネとパーマの帰宅シーンに出てくる下友引、上友引は下井草駅、上井草駅のもじりで、看板下の広告の「ラブナード」は「サブナード」の言葉遊びである。
作曲家・星勝のBGMが、作品世界をより引き立たせている。主題歌がエンディングで流れるのも特徴である。押井は、本作における音楽の力が大きいことを認めている。また、本作のBGMは全て尺が決まった後に作曲されている。
劇中、「3階建ての校舎が4階建てになっている」という旨のセリフがあるが、このセリフの直前まで校舎は2階建てであり、エンディングでも2階に戻っている。これは記載の間違いではなく、異変に気づいた者もまた異変の中にいるという「メタ虚構」の世界を表現している。これは、テレビ版で設定では2階と決まっているのに作画演出上あらゆる階が存在することを逆手に取った、「校舎がセットである」という暗示をさせる演出だった、と語られている。
エンディングにおいても、あたる達は夢の中にいて､学園祭前日は永遠に繰り返される、という解釈を許容する演出となっている。
作中でテンが夢邪鬼から貰った変なブタ、すなわち獏のマルC（©）マークは、著作権の意匠である。あたるが獏を呼ぶラッパを吹き、このマークが消失し獏が夢を食い荒らす、というのは著作権の暴走を象徴している、とのこと。

### 先行作品の影響
本作は、監督の嗜好・思想が随所に散りばめられた内容となっている。構図や構成、テーマをいくつかの作品を模倣している。これらは、DVDに収録されたオーディオコメンタリーにより解説されている。
- 本作のモチーフは「生きることの全ては夢の世界のできごと」というテーマ（夢オチ）である。「荘子」の一節「胡蝶の夢」からの影響も大きい。喫茶店のシーンで蝶が出て来るのはこれを示唆しているとのこと。作中の夢邪鬼のセリフには、この説話が挿入されている[11]。

- フェデリコ・フェリーニや、ジャン＝リュック・ゴダールなどの映画作品、マウリッツ・エッシャーの作品「3つの世界」を取り入れている。エッシャーからは、構図と作品構造を取り入れている。押井守は『ルパン三世 ルパンVS複製人間』を例に挙げ、「絵面だけ引用しても成立しない。構造まで引用しないと意味が無い」と語っている[11]。
- 「ありおり侍りいまそかり」の台詞は、小松左京の小説『明日泥棒』の登場人物「ゴエモン」の口癖から引用している[11]。ただしこの言葉自体は、古文におけるラ行変格活用の形式を取る単語の覚え方として、古くから受験生の間に広まる語呂合わせである。
- 夢邪鬼がヒトラーやシーザーの人生に関与したとするシーンの描写は、宮崎駿の『ルパン三世 カリオストロの城』でゴート札を説明するシーンを取り入れている[11]。
- 劇中で上映される映画として、『ゴジラ』（第1作）の場面をアニメ化している[13][1]。また、学園祭の出し物として『海底軍艦』も描かれている[1]。
- 夢邪鬼があたるに見せた悪夢の一つで、テレビアニメ第1話でのラムとの鬼ごっこの終盤が再び描かれた。テレビ版ではあたるがマジックハンドでラムのブラジャーを掠め取り、その隙にラムの角をつかんだが、本作では原作と同様にあらかじめ奪っていたブラジャーを取り出してラムの気を引きつけた。しかし、角をつかむことを逡巡しているうちに時間切れになってしまう。
- 1981年版テレビアニメの第101話「みじめ！愛とさすらいの母!?」は、本作の原型ともいえるエピソード。あたるの母親を主人公にした、やはり同様に虚構と現実をテーマに描いた作品である。同シリーズのチーフディレクターを務めていた押井守は、NHK BS2の『アニメギガ』内でこのエピソードについて語っている。「あのお母さんは面白い女だと思った。何かできないかなと思った」「やり過ぎたのかもしれないけど、後で呼び出されて怒られた。二度とやるなと言われた。何をやってもいいけど話のつじつまだけはちゃんと合わせろと」「これをうまくやると今までと全然違うものができるかもしれないと。それはそのまんまビューティフルドリーマーに持ち越された。あの時も表面上は絶対だめと言われていてチェックもされていた。要はマークされていた。テレビシリーズという枠の中ではあの辺が限界だろうとは分かったので、あとは表現それ自体をより緻密にしていく以外にインパクトの持ちようがない。やるとするなら映画だろうとは思っていた」。

## 本作についてのエピソード

### 制作中のエピソード
押井は本作にてテレビ版の主要スタッフを採用し、本作の制作に注力した。本作の制作の前に、押井は宮崎駿と対談している。宮崎は、「クソッという形で開花するから、押井さんの場合でも、次はもっといい条件を取れると思うんですよ。スケジュールとかスタッフとか。それはなるべくもぎ取った方がいいですね。いざとなればスタッフにも遠慮しないで、死屍累々でもいいから……（笑）。」と、押井を励ましている。押井は、前作では自分のやりたいことをやれず不満であり、本作では一本目を作る気持ちでリターンマッチをする心積もりを語っていた。
プロデューサーの落合茂一と押井によると、劇場版第2作の脚本は当初原作者である高橋留美子に依頼し、ストーリーが提出されたものの、脚本を起こすまでには至らなかった。次に首藤剛志が執筆することになったが、押井は首藤のシナリオに難色を示し、結局首藤は降板した。代わって当時テレビシリーズの構成を担当していた伊藤和典が登板したものの、落合がプロット段階で劇場版にはそぐわないと判断し、キャンセルとなった。脚本段階で二転三転する内に製作時間が足りなくなり、進退窮まった所に押井が提示したのが本作の原案（ただし落合によれば実際の映画とは全く異なる内容だったという）であった。これは、前作を経験した押井が、自己の企画を通すために時間稼ぎをした作戦であるといわれている。
制作に入ると、押井は自室にて絵コンテ切りや制作指示に没頭した（絵コンテから開始されたため、本作には脚本準備稿が存在しない）。並行して放映中だったテレビシリーズは自室にて資料をチェックし、現場にはほとんど顔を出さなかったといわれる。落合は上がってきたコンテが当初の説明と全く異なる点に驚愕し、修正指示を掛けたが、時間的に間に合わず、映画は完成に至った。落合は「コンテが完成した時点でそれを抱えてキティを辞めたくなった（笑）」と、当時置かれていた立場と心境を回想している。
名曲喫茶にてサクラと温泉マークが語るシーン（テーブルを中心にカメラが回るパンシーン）では、2人が画面から消えた状態でのセリフが多く、また徐々にカメラの動きが速くなりながら時折2人が映るという演出だったため、声を当てるのが困難なシーンだったとコメントしている。また、このシーンはリテイクがなされたため、当初予定していたタイミングに若干のずれが生じたという。
終盤の白い帽子とワンピースを着た少女の声は、当初ラムの声優である平野文が演じていた。しかしネタばれしてしまうので、最後の一言を除き島本須美の声に替えられた。なお、島本はノークレジットである。
キャラクターデザイン・作画監督のやまざきかずおは、押井が絵コンテで書き下ろした夢邪鬼を採用した。そのため、原作やテレビシリーズ「目覚めれば悪夢」に登場する夢邪鬼とは異なる外見となっている。
夢邪鬼を関西弁で演じたのは藤岡琢也（兵庫県姫路市出身で京阪式アクセントには堪能）である。夢邪鬼とラムが水族館で初めて出会い、夢邪鬼から名刺を貰ったラムが「夢邪鬼さん？ うちラムだっちゃ」と言った際、それを聞いた夢邪鬼が「らむだっちゃさん？ ああ！ラムさんか」と答える台詞は、夢邪鬼の声を演じた藤岡琢也のアドリブだという。
荒廃後の町をメンバーが楽しむシーンは、「ぎゃろっぷの巨匠」が描いたと語られている。これは、ぎゃろっぷ所属でスタッフロールにも名前を列ねている丹内司のことと思われる。事実、ぎゃろっぷは本作の制作協力をしており、丹内はぎゃろっぷで作画をしていた。
しのぶが登校途中、無数の風鈴に囲まれるシーンで、しのぶをアパートの窓から見下ろす男は、海外版DVDの押井によるオーディオコメンタリーでは「この世界の外側で見てる誰か、つまり僕のことですけどね」とコメントしている。演出担当の西村純二は「あれは『しのぶという『観客』を見ている押井守』という感じで描いた」とコメントし、また「押井監督からは『しのぶをアパートから見下ろす男がいて､キャラクター設定は無い』と伝えられた」とコメントした。
キティ・アニメーションからリリースされたレーザーディスク版『劇場版うる星』（5作品を収む、初販1991年）に、押井守によるインタビューと絵コンテが収録されているが、それによると、タイトルは絵コンテの段階では「REMEMBER DREAM」であった。また押井守はインタビュー中で、この映画の中で一番気に入っているシーンは、ラムとしのぶとサクラが給湯室で雑談をしているシーンだと語っていた。

### 没シーンについて
フィルム・音声とも完成したが、没となったシーンがある。
- 名曲喫茶からサクラと温泉マークが友引高校につくと、レオパルトの砲塔につかまったカクガリが窓を突き破って飛び出してくる。ここまでは本編に入れられたが、その後それにラムが電撃を加えようとし、それを驚愕の表情で見つめる温泉マークとサクラのアップのシーンがある。
- サクラが錯乱坊を探しにいった後、今夜はサクラと二人っきりとニヤニヤしながら意気揚々と友引高校に引き上げてゆく温泉マーク。
- お好み焼き「じぱんぐ」で、町で起きている異変について面堂が真剣に語るものの、あたる達のあまりにのんきな態度にキレるしのぶ。
- 夜の廃墟と化した友引町を戦車で調査する面堂。
- 夜の牛丼屋「はらたま」。そこに停めてある戦車で、面堂の帰りを待ちながら売れ残った牛丼を大食いするサクラ。
- 友引高校跡地の池でくつろぐあたる達、そこであたるは竜之介にちょっかいばかり出し、怒ったラムが電撃を加えようとするが、あたるは池のほとりに白い大きな帽子の少女をみつける。あたるはラムに「前から話していた少女がいる」と言うものの、ラムにはその少女の姿が見えない、そんな二人のやりとりを脇で聞いていたサクラは訝しげにラムを見る。
- 夢邪鬼の手による悪夢の内の一シーン。あたるは老人になり、地球は太陽が巨大化した影響で滅亡の危機に晒された。次々と人類が宇宙船で脱出する中、夢邪鬼の扮するパイロットに乗り込む様に諭されるが、あたるは愛している人が待っているから、と宇宙船に乗り込むことを頑なに拒む。だがその愛した人、すなわち「ラム」のことを何故か思い出すことがどうしても出来ない[17]。
- 錯乱坊が亀に乗っているシーン[18]。

押井は「長過ぎるから」という理由でこれらのシーンをカットしている。また、これ以外にもカットされているシーンが存在している。

### 制作後のエピソード
押井は本作の完成後、『うる星やつら』1981年版テレビアニメのチーフディレクターを降板し、同時にスタジオぴえろを退社。後任のチーフディレクターはやまざきかずおに、制作スタジオは本作の実質的な現場であり、それまで同シリーズのグロス請けも行っていたスタジオディーンに託された。後年のインタビューでは、『うる星やつら2 ビューティフル・ドリーマー』が高い評価を受けたことでイケイケになってしまい、監督としての良い意味でも悪い意味でも自信がついたため独立したと語っている。このあと押井は自分の意見ばかりを主張するようになってしまい、新作（OVA『天使のたまご』他）は難解で、映画関係者は離れていった。その後もマニアックかつ独創性の強すぎる作品ばかりを企画するが、制作サイドが難色を示して取り合ってもらえず、苦しい生活は3年続くことになる。

## 反響・評価

### 後続作品への影響
本作は、当時の幅広い分野のクリエイターたちに影響を与えた。本作品は、いくつかの作品にて模倣されている。
- アニメ監督の細田守とライターの小黒祐一郎は、本作を称賛している[20]。
- アニメ監督の神山健治は、本作を称賛している[21]。
- キネマ旬報社の『押井守全仕事』で、高橋良輔は一番好きな押井作品として本作を挙げている。
- 宮崎駿の長男の宮崎吾朗は当時、父の作品『風の谷のナウシカ』よりも本作のほうが好きだったと話している[22]。
- 星新一は『キネマ旬報』の「No.1000 1989年1月上旬号 戦後復刊1000号特別記念号・日本映画史上ベスト・テン」より本作を選出している。
- 桜坂洋はハリウッド実写化もされた『All You Need Is Kill』の執筆にあたり、はじめに頭に浮かんだのは本作と公言している[23]。
- SF作家の笹本祐一は本作の影響を受けて、小説『妖精作戦』シリーズの第2巻「ハレーション・ゴースト」を執筆しており、その巻末では「ビューティフル・ドリーマー」に対する謝辞が述べられている[24]。
- 『涼宮ハルヒの憂鬱』の作者谷川流は、本作が好きで押井守さんが無意識に出てしまっていると話している。テレビアニメ版第12話「ライブアライブ」では、本作で2年4組の面々が行った出し物「純喫茶 第三帝国」が文化祭のシーンの背景として登場する[25]。
- 堤幸彦の『ケイゾク』劇場版タイトル『ケイゾク/映画 Beautiful Dreamer』は、本作から引用されている[26]。

### 原作者の評価
原作者の高橋留美子は、本作に関して平井和正との対談で、
と語っている。また「押井さんは天才」、「『2』は押井さんの傑作で、お客さんとして非常に楽しめました」とも語っている。

押井は、高橋による評価について、
と語っている。
上記の経緯から押井との関係が悪化したと噂されていたが、2013年の「コミックナタリー」のインタビューにおいて「あれは押井守監督の作品と割り切って、楽しく観ましたよ」と回答し、そして「週刊少年サンデー」2020年44号での畑健二郎・熊之股鍵次との対談で否定しており、「不仲説、ずっとありますよね（笑）」と一笑に付しており「否定してるんですけどねぇ。でもね、世間的にはやっぱりその方が面白いみたいでいっこうに訂正されませんね」という反応を見せている。
さらに2024年5月21日配信のニッポン放送Podcast『ランジャタイの伝説のひとりぼっち集団』では、お笑いコンビ「ランジャタイ」の伊藤幸司が食事会での出来事を語り、本人に「怒っているって本当ですか？」と尋ねたところ「全然、怒ってない」という回答を得ている。同時に作品については依然として「あれは押井守さんの傑作です。私のじゃないけど」と答えた。
本作で演出を担当した西村純二は「原作者から「こういう『うる星』もありなんじゃないですか」と聞いてます」と語っている。

## 登場人物
- ラム - 平野文[32]
- 諸星あたる - 古川登志夫[32]
- 面堂終太郎 - 神谷明[32]
- テン - 杉山佳寿子[32]
- 三宅しのぶ - 島津冴子[32]
- サクラ - 鷲尾真知子[32]
- 藤波竜之介 - 田中真弓[32]
- メガネ - 千葉繁[32]
- パーマ - 村山明[32]
- カクガリ - 野村信次[32]
- チビ - 二又一成[32]
- あたるの父 - 緒方賢一[32]
- あたるの母 - 佐久間なつみ[32]
- ♨先生 - 池水通洋[32]
- 竜之介の父 - 安西正弘[32]
- 校長 - 西村知道[32]
- 錯乱坊（チェリー） - 永井一郎[32]

### ゲストキャラクター
夢邪鬼
声 - 藤岡琢也
「目覚めれば悪夢」（原作第31話）であたるの夢に現れた妖怪。バクに悪夢を食わせることを仕事としている。
本作では事件の黒幕として登場。人類の夢の歴史と共に歩み続け多くの人に夢を見せてきたが、せっかく紡いだ夢を人々が暴走させて悪夢に変えてしまい、その度にバクに夢を食べさせ新たな夢を紡ぐのを延々と繰り返して、バクのことを「がしんたれ＝大阪弁で能無し、無駄飯食らいの意」と貶していた。そのことに疲れて引退しようと考えていたが、偶然出会ったラムが望む夢を最後の大仕事である「悪夢に変わったりしない永遠の夢の世界」として実現させようと暗躍していた。
なお、サクラからは「夢を操り、人々に邪悪の種を植えては悦に入る悪しき鬼」としてアドルフ・ヒトラー、ネロ、ユダ、ゴータマ・シッダールタなどを例に指摘されるが、それに対し夢邪鬼はサクラが例に挙げた人々の中には確かに自分が夢を見せた人物はいると肯定しつつも、見せるのはあくまで「その人間が望む夢」であり、「夢が邪悪なものになったのは、その人間が邪悪な願望を持っていたから」と反論している。
ラムの夢を叶えるために邪魔となりうる登場人物を次々と友引町から消し、下記の人物には夢の世界の友引町を支えさせ、その礼として楽しい夢を見せていた。
- 錯乱坊 - 事態を収束できる能力を持つために退場。たくさんの食べ物を食べる夢を見せられていた。
- 温泉マーク - 幾度も学園祭前日を繰り返すループに気付いたために退場。サクラと暮らす夢を見せられていた。
- 三宅しのぶ - あたるの浮気の対象から外すために退場。面堂と結婚する夢を見せられていた。
- 藤波竜之介 - あたるの浮気の対象から外すために退場。たくさんのセーラー服に囲まれる夢を見せられていた。

テレビアニメおよび原作の「目覚めれば悪夢」と劇場版の夢邪鬼は同一人物ではあるが、服装、角、バクのデザインなど、所々変更がある。テレビアニメ173回と最終回では劇場版のデザインで登場。
白い服の少女
声 - 島本須美、平野文（最後のセリフのみ）
劇中幾度となく現れ消えていく謎めいたキャラクター。だが最後にはあたるを現実の世界へと導いた。顔はラムそのものである。
役名表記なし
声 - TARAKO、鵜飼るみ子、田中秀幸、塩屋翼、玄田哲章

## スタッフ
- 原作 - 高橋留美子[32]
- 監督・脚本 - 押井守[32]
- 製作 - 多賀英典
- 企画 - 落合茂一[32]
- 演出 - 西村純二[32]
- 作画監督 - やまざきかずお[32]、森山ゆうじ[32]
- 音楽 - 星勝[32]
- 音楽監督 - 早川裕[32]
- キャラクターデザイン - やまざきかずお[32]
- 美術設定 - 小林七郎[32]、森山ゆうじ[32]
- 美術監督 - 小林七郎
- カラーデザイン - 戸辺尚代
- 撮影監督 - 若菜章夫[32]
- 編集 - 森田清次、坂本雅紀、宮内季美子、河野淳子
- 音響監督 - 斯波重治
- 音響製作 - オムニバスプロモーション
- アニメーション製作プロデューサー - 久保真
- 製作協力 - スタジオぴえろ[32]
- 製作 - 東宝株式会社[33]、キティ・フィルム[33]
- 配給 - 東宝[32]

## 主題歌・挿入歌
「愛はブーメラン」
松谷祐子による主題歌。作詞は三浦徳子、作曲は松田良、編曲は清水信之。
音楽プロデューサーの木村英俊は本楽曲を歌う松谷について、自身の著書の中で「ポップ・ロックのビートに乗って明るく歌っているのに好感が持てた。歌手としての様々な可能性が期待できる。」と評している。
「ラメ色ドリーム」
小林泉美による挿入歌。作詞は宮原芽映、作曲・編曲は小林泉美。
「時代おくれの酒場」
加藤登紀子による挿入歌。作詞・作曲は加藤登紀子、編曲は告井延隆と森下登喜彦。
本楽曲は1981年版テレビアニメでも挿入歌として使用された。
「ふたたびの」
泰英二郎による挿入歌。作詞は来生えつこ、作曲は泰英二郎、編曲は竜崎孝路。

## 関連商品

### 映像ソフト化
本作は他の『うる星やつら』劇場作品と同様に4:3（1.33:1）のスタンダードサイズで制作され、劇場では画面上下の映像を断ち切る形で16:9 （1.78:1）ビスタサイズで上映された（貧乏ビスタ）。DVD以前に発売された映像ソフトでは制作時と同じ4:3サイズで収録されていたが、LD-BOX「押井守監督全集 劇場版アニメ編 THE SEVEN DOG'S WAR」版のみ劇場公開時と同じ16:9サイズで収録された。その後発売されたDVD版・Blu-ray Disc版でも同様の16:9サイズで収録されている。海外版のDVDには4：3サイズで収録されているものが存在する。
- 1984年2月11日、劇場公開と同時にVHSおよびベータのビデオソフトが発売された。
- 1985年6月、LDが東宝レーザーディスクの第1弾として『ゴジラ』（1954年版）、『細雪』、『家族ゲーム』と共に発売された。その後VHD版も発売されている。
  - 本作のレーザーディスクの音声には、劇場公開時にはなかったノイズや歪みがある。これはシネテープ音源でなく光学録音音源を元にしたための仕様であり不良品ではない旨の断り書きが外包装に貼付されていた。
- 1992年に発売された劇場版『うる星やつら』5作品を収録した10枚組LD-BOX「うる星やつら劇場版パーフェクトコレクション」に本作も予告編と共に収録されている（その後内容を増補して13枚組LD-BOXとして1997年に再発売された）。CAV収録。
- 1992年にLDとVHSが再発売された[35]。ネガテレシネ仕様、音声はシネテープから収録され音質が改善されている。
- 1996年に発売された、押井守劇場作品を収録したLD-BOX「押井守監督全集 劇場版アニメ編 THE SEVEN DOG'S WAR」に本作も収録されている。
- 2002年9月21日にDVDが発売された[36]。本作以外の『うる星やつら』劇場版アニメ作品のDVDは2000年に発売されていたが、本作のみ2年遅れてのDVD化となった。音声はフィルムの光学音声、マスターテープ、5.1chサラウンドとオーディオコメンタリーが同時収録された。
- 2009年3月20日にBlu-ray Disc版の発売が予定されていたが、直前に発売中止になった[37]。その後、2015年1月21日に発売された[38]。また、2015年6月24日発売のBlu-ray「劇場版『うる星やつら』Blu-ray BOX」に、本作品のデジタルリマスター版が収録されている[39][40]。

### サウンドトラック
本作品のサウンドトラックはすべてキティレコードより発売された。
| タイトル                                                                          | 規格 | 発売日        | 規格品番    | 備考     |
| --------------------------------------------------------------------------------- | ---- | ------------- | ----------- | -------- |
| うる星やつら2 ビューティフル・ドリーマー オリジナルサウンドトラック 音楽編（BGM） | LP   | 1984年2月     | 25MS0050    |          |
| うる星やつら2 ビューティフル・ドリーマー オリジナルサウンドトラック 音楽編（BGM） | CT   | 1984年2月     | 25CS0050    |          |
| 『うる星やつら2 ビューティフル・ドリーマー』 オリジナルサウンドトラック ドラマ編  | LP   |               | 38MS0052/3  |          |
| 『うる星やつら2 ビューティフル・ドリーマー』 オリジナルサウンドトラック ドラマ編  | CT   | 38CS0052      |             |          |
| 『うる星やつら2 ビューティフル・ドリーマー』 オリジナルサウンドトラック ドラマ編  | CD   | 1991年6月25日 | KTCR-1097/8 | [ 注 3 ] |
| うる星やつら2 ビューティフル・ドリーマー 映画BGM集 Ⅱ                              | CD   | 1986年3月21日 | H30K20024   |          |
| うる星やつら2 ビューティフル・ドリーマー 映画BGM集 Ⅱ                              | CD   | 1991年6月25日 | KTCR-1091   |          |

## 派生作品
- 2006年1月に、じんのひろあきが率いる「劇団10×50Kingdom」が本作を原典とする戯曲「ビューティフルドリーマー」を上演した。原作として押井の名前がクレジットされている。キャラクターや設定は『うる星やつら』とは関係のないオリジナルなものとなっており、プロットを使う形で戯曲化された[43]。
- サマータイムマシン・ブルース（2005年、監督：本広克行） - 撮影にあたり本広は、本作の影響を大きく受けたと献辞を送っている。
- ビューティフルドリーマー (2020年の映画)（2020年、監督：本広克行） - 原案「夢見る人」を押井が書き下ろしており、本作を意識したセリフもある。